# Гановер Тауншип (округ Вашингтон, Пенсільванія)
Гановер Тауншип (англ. Hanover Township) — селище (англ. township) в США, в окрузі Вашингтон штату Пенсільванія. Населення — 2416 осіб (2020).

## Демографія
Згідно з переписом 2010 року, у селищі мешкали 2673 особи в 1067 домогосподарствах у складі 772 родин. Було 1149 помешкань
Расовий склад населення:
| - 98,1 % — білих - 0,4 % — азіатів - 0,2 % — чорних або афроамериканців - 0,1 % — вихідців з тихоокеанських островів |

До двох чи більше рас належало 1,1 %. Частка іспаномовних становила 0,4 % від усіх жителів.
За віковим діапазоном населення розподілялося таким чином: 21,5 % — особи молодші 18 років, 60,8 % — особи у віці 18—64 років, 17,7 % — особи у віці 65 років та старші. Медіана віку мешканця становила 45,9 року. На 100 осіб жіночої статі у селищі припадало 103,1 чоловіків;  на 100 жінок у віці від 18 років та старших — 103,7 чоловіків також старших 18 років.
Середній дохід на одне домашнє господарство  становив 58 246 доларів США (медіана — 52 981), а середній дохід на одну сім'ю — 68 354 долари (медіана — 60 850). Медіана доходів становила 42 140 доларів для чоловіків та 37 969 доларів для жінок. За межею бідності перебувало 8,1 % осіб, у тому числі 8,8 % дітей у віці до 18 років та 5,5 % осіб у віці 65 років та старших.
Цивільне працевлаштоване населення становило 1230 осіб. Основні галузі зайнятості: виробництво — 16,5 %, освіта, охорона здоров'я та соціальна допомога — 14,9 %, будівництво — 13,8 %.